# Recherche publique (France)
La recherche publique en France est la part de la recherche scientifique organisée et financée par l'État français et les collectivités territoriales françaises. Une autre part est financée par les entreprises privées, il s'agit de la recherche privée. Pour l'ensemble de sa recherche, selon les chiffres de l'OCDE, la France subit un déclassement, en 2019 son investissement à 2,9 % du PIB, la situe à la 13e place, en 1992 elle occupait la 4e place des pays de l'OCDE.
L’organisation de la recherche publique en France s'organise autour des organismes publics civils de recherche et des universités.
L'organisation relève du ministère de l'Enseignement supérieur et de la Recherche. Toutefois, d'autres départements ministériels (Défense, Santé et Agriculture notamment) exercent des attributions en matière de recherche.

## Historique
- 1636 : création du Jardin royal des plantes médicinales
- 1667 : création de l'Observatoire de Paris
- 1939 : création du Centre national de la recherche scientifique. Irène Joliot-Curie est la première chargée de la Recherche dans un Gouvernement (« Sous-secrétaire d'État à l'Éducation nationale, chargé de la Recherche scientifique »)
- 1945 : création de Commissariat à l'énergie atomique[2] qui marque le démarrage des programmes nucléaires militaire et civil
- 1961 : création du Centre national d'études spatiales qui marque le démarrage du programme spatial français[3]
- 1982 : loi d’orientation et de programmation pour la recherche et le développement technologique de la France
- 2006 : loi de programme pour la recherche
- 2013 : loi relative à l'enseignement supérieur et à la recherche
- 2020 : loi de programmation de la recherche pour les années 2021 à 2030

En 2020, le retard pris par la France pour développer un vaccin contre la Covid-19 est analysé par le Conseil d'analyse économique. Selon deux économistes, cet échec est le signe du retard pris par la recherche française depuis plus d’une décennie, n'ayant pas pris suffisamment en compte l'évolution de la chimie vers la biotechnologie pour les médicaments et les vaccins,.

## Pilotage et évaluation de la recherche publique
Plusieurs structures contribuent au pilotage et à l'évaluation de la recherche publique en France.

### Ministère
Le ministre chargé de la Recherche (le plus souvent aussi chargé de l'Enseignement supérieur), est chargé de coordonner la politique de recherche. Il est référent pour la mission interministérielle « Recherche et Enseignement supérieur ».[réf. nécessaire]

### La direction générale de la Recherche et de l'Innovation

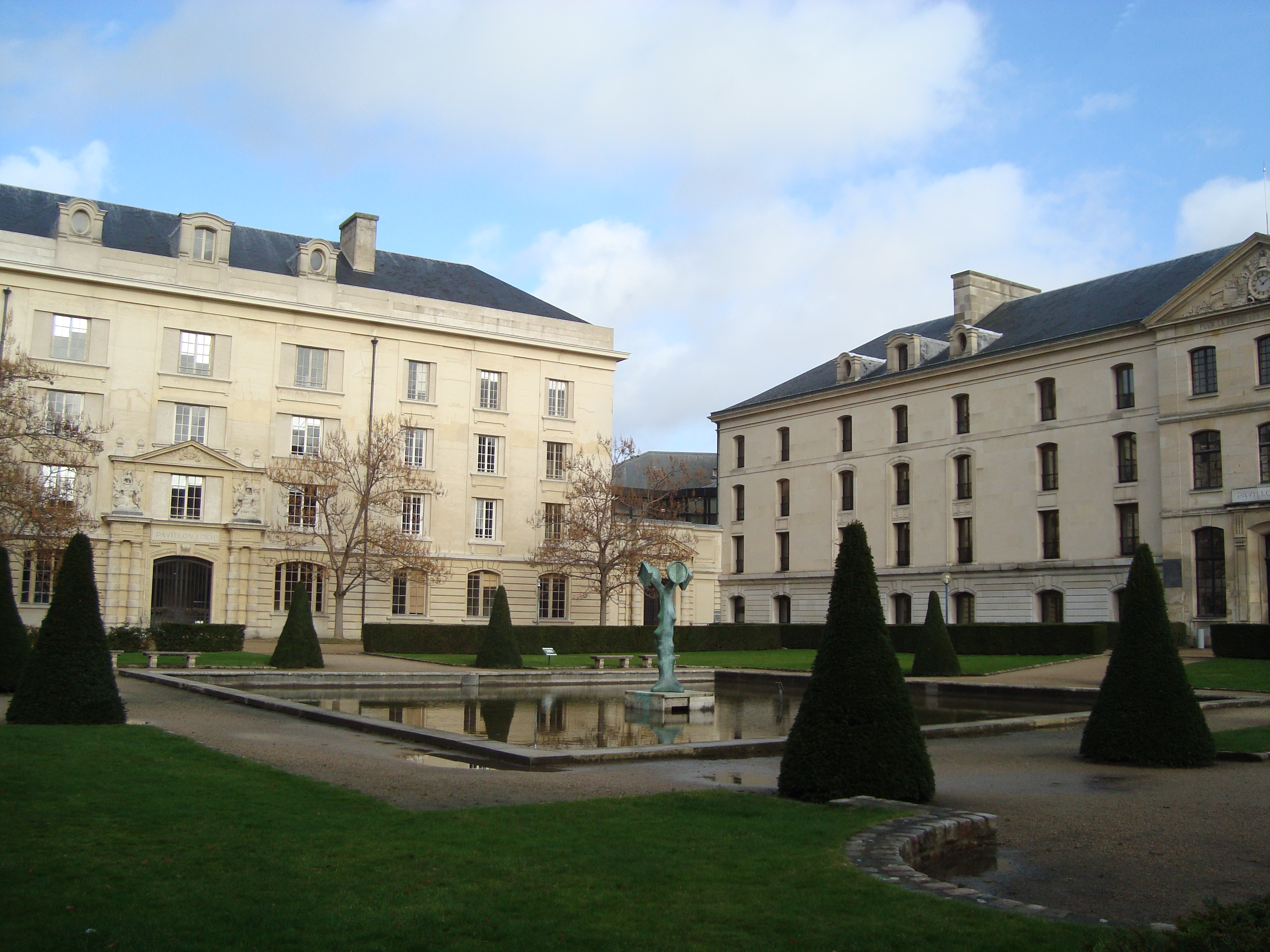
La direction générale de la Recherche et de l'Innovation est située au 1 rue Descartes à Paris, dans les anciens locaux de l’École polytechnique.

Au sein du ministère, la direction générale de la Recherche et de l'Innovation, créée en 2006, pilote l'élaboration de la stratégie nationale de recherche, en étroite collaboration avec les ministères concernés et en impliquant l'ensemble des parties prenantes. Elle la décline par grands domaines scientifiques et dans ses dimensions transversales. Elle s'assure de sa mise en œuvre et veille à son évaluation. À ce titre, elle contribue au renforcement de la capacité nationale d'innovation.

### Le Conseil stratégique de la recherche
Le Conseil stratégique de la recherche propose les grandes orientations de la stratégie nationale de recherche et participe à l’évaluation de leur mise en œuvre.
Le Conseil stratégique de la recherche est placé auprès du Premier ministre. Il est présidé par le Premier ministre ou, par délégation, par le ministre chargé de la Recherche.

## Financement et contrôle

### Synthèse des principaux budgets de la recherche publique
L'ensemble des dépenses de recherche publique est synthétisé par les DIRDA (dépenses intérieures de recherche et développement des administrations), par opposition aux dépenses intérieures de recherche et développement des entreprises (DIRDE). Les DIRDA atteignaient la somme 19,969 milliards d'euros en 2022, soit 0,75 % du PIB. La recherche publique est financée via plusieurs programmes budgétaires dont certains incluent à la fois enseignement supérieur et recherche comme le programme 150 qui s'élève à hauteur de 15,279 milliards d'euros en 2025. De plus certains organismes sont financés à la fois par des dotations directes étatiques et via des resources propres venant de multiples organismes publics. A titre d'exemple, sur les 1 134 millions d'euros de ressources propres du CNRS, 228 millions d'euros venaient de l'Agence Nationale de la Recherche. Il est donc particulièrement difficile de présenter une vision synthétique de la recherche publique en raison des financements croisés entre programmes budgétaires et organismes. Afin de présenter quelques ordres de grandeurs, voici quelques tableaux récapitulatifs des budgets annuels des principaux organismes : 
| Organisme | Budget annuel (M€) | dont dotations publiques directes (M€) | Année |
| --------- | ------------------ | -------------------------------------- | ----- |
| CNRS      | 4098               | 2964                                   | 2023  |
| INSERM    | 1225               | 726,4                                  | 2024  |
| INRAE     | 1071,3             | 825,1                                  | 2022  |
| INRIA     | 312,1              | 186                                    | 2022  |
| IRD       | 277                | 212                                    | 2023  |
| INED      | 26,1               | 20,4                                   | 2023  |

| Organisme          | Budget annuel (M€) | dont dotations publiques directes (M€) | Année |
| ------------------ | ------------------ | -------------------------------------- | ----- |
| IFREMER            | 263,5              | 184,3                                  | 2023  |
| ADEME              | 1235               | 1063                                   | 2025  |
| CEA (hors défense) | 3383               | 1107                                   | 2023  |
| INERIS             | 74,6               | 42,9                                   | 2022  |

| Organisme      | Budget annuel (M€) | Année |
| -------------- | ------------------ | ----- |
| ANR            | 1192,6             | 2023  |
| Horizon Europe | 1176               | 2023  |

### L'Agence nationale de la recherche
L'Agence nationale de la recherche (ANR) a été, à l'origine, constituée sous forme d'un groupement d'intérêt public en 2005. Elle a été transformée en établissement public. Elle se veut exclusivement une « agence de moyens », elle a donc pour mission de recueillir et de répartir des crédits à destination des établissements ou des entreprises dans le cadre de partenariats public-privé. Alors qu'auparavant, les budgets alloués à la recherche étaient distribués aux laboratoires, l'ANR les attribue désormais en fonction de « programmes de recherche » d'une durée de 3-4 ans, programmes qui sont déterminés par le Ministère. Ceci a suscité un certain nombre de protestations, critiquant la vision à court terme, le productivisme, et la mainmise du pouvoir politique sur la liberté de la recherche.

### Le Haut Conseil de l'évaluation de la recherche et de l'enseignement supérieur
Le Haut conseil de l'évaluation de la recherche et de l'enseignement supérieur (HCERES) est une autorité administrative indépendante. Sa mission d'évaluation s'exerce vis-à-vis des établissements, des équipes et du personnel.
Une étude de l’Observatoire des sciences et techniques (OST) sur le site du HCERES concernant les données provisoires de l'année 2020, portant sur le volume des publications scientifiques nationales, alerte sur le déclassement de la France. Alors qu’elle en était sixième position en 2009, la France a été dépassée en 2017 par l’Italie, elle en passe d’être exclue du top 10 par le Canada, l’Espagne et l’Australie.

### Sous investissements
Le projet de loi sur la recherche de 2020 n'est « pas à la hauteur », selon le « Rapport sur l'état annuel de la France » du Conseil économique, social et environnemental (CESE), assemblée constitutionnelle française. Le texte prévoit qu'à l'horizon 2030, « 5 200 postes pérennes seront créés et trois fois plus de contractuels recrutés », relève le Cese qui « ne peut se satisfaire de cette contractualisation des emplois scientifiques » alors qu'« un quart des effectifs de la recherche sont déjà non-permanents ».
Le CESE estime que la situation de la recherche publique française est préoccupante : financement d’ensemble très insuffisant, faiblesse des moyens financiers et infrastructurels alloués pour la réalisation des missions, érosion des effectifs de personnels de l’enseignement supérieur et de la recherche (ESR), diminution du temps disponible pour la recherche, manque de personnels de soutien, dégradation des conditions de travail et niveau très bas des rémunérations, liens distendus entre recherche publique, administration.
En juillet 2021, dans le cadre d’un audit, la Cour des comptes souligne que la France a investi trois fois moins dans la recherche publique que le Royaume-Uni ou l’Allemagne pour lutter contre la pandémie de Covid-19 et plaide pour un financement pérenne de la recherche. En France, du 1er janvier 2020 au 1er mars 2021, 530 millions d’euros ont été affectés à la recherche publique dans le cadre de la lutte contre le Covid-19.

## Stratégie et mise en œuvre

### Stratégie nationale
La stratégie nationale de recherche est élaborée en cohérence avec celle de l’Union européenne. Elle vise à répondre aux défis scientifiques, technologiques, environnementaux et sociétaux en maintenant une recherche fondamentale de haut niveau.
La stratégie nationale pour la recherche et l'innovation de 2009 définit trois axes prioritaires :
- la santé, l'alimentation, les biotechnologies ;
- l'urgence environnementale et les écotechnologies ;
- l'information, la communication et les nanotechnologies[25].

Le grand emprunt décidé par le chef de l'État à partir de 2010, vise également un certain nombre de priorités en cohérence avec la stratégie des Investissements d'avenir : 
- enseignement supérieur, formation : 11 milliards d'euros ;
- recherche : 8 milliards d'euros ;
- numérique : 4,5 milliards d'euros ;
- développement durable : 5 milliards d'euros ;
- filières industrielles et PME : 6 milliards.

En octobre 2021, la Cour des comptes a étudié les « programmes d'investissements d'avenir » (PIA) et critique «le caractère limité de la démarche d'évaluation des actions financées».
Depuis 2013, la loi prévoit qu’une stratégie nationale de recherche, comportant une programmation pluriannuelle des moyens, est élaborée et révisée tous les cinq ans sous la coordination du ministre chargé de la recherche en concertation avec la société civile. Cette stratégie vise à répondre aux défis scientifiques, technologiques, environnementaux et sociétaux en maintenant une recherche fondamentale de haut niveau. Elle comprend la valorisation des résultats de la recherche au service de la société. À cet effet, elle veille au développement de l'innovation, du transfert de technologie, de la capacité d'expertise et d'appui aux politiques publiques et aux associations et fondations, reconnues d'utilité publique. Elle comprend également un volet relatif à la recherche et à l'innovation agronomiques. La culture scientifique, technique et industrielle fait partie de la stratégie nationale de recherche et est prise en compte dans sa mise en œuvre.
En 2014, la stratégie porte sur dix défis sociétaux pour le 21e siècle au sein de sa stratégie « France Europe 2020 », articulée avec le programme Horizon 2020 :
- gestion sobre des ressources et adaptation au changement climatique ;
- une énergie propre, sûre et efficace ;
- le renouveau industriel ;
- santé et bien-être ;
- sécurité alimentaire et défi démographique ;
- transports et systèmes urbains durables ;
- société de l’information et de la communication ;
- sociétés innovantes, intégratives et adaptatives ;
- une ambition spatiale pour l’Europe ;
- liberté et sécurité de l’Europe, de ses citoyens et de ses résidents.

En 2020, la loi de programmation pluriannuelle de la recherche (LPPR) prévoit 5 milliards d'Euros d'investissement jusqu'en 2030, pour atteindre l'objectif européen des 3 % du PIB pour l'investissement en R&D. Selon le « Rapport sur l'état annuel de la France » du Conseil économique, social et environnemental (CESE), « Parmi les grands acteurs mondiaux de la recherche,  la France est le seul pays dont l'effort de recherche n'a pas progressé depuis vingt ans. »
En 2021, l’État annonce un plan pour la recherche et l’innovation afin de remédier aux manquements dans le système de santé français révélés lors de la pandémie du Covid-19. Ce plan est issu des travaux du Conseil stratégique des industries de santé nouvellement créé.

### Établissements publics de recherche
Aux termes de l'article L112-2 du code de la recherche, la recherche publique française est organisée dans les services publics et notamment :
- les établissements publics à caractère scientifique, culturel et professionnel (EPSCP) ;
- les établissements publics à caractère scientifique et technologique (EPST) ;
- certains établissements parmi les établissements publics à caractère industriel et commercial (EPIC) ;
- les établissements d'enseignement supérieur privé d’intérêt général (EESPIG)[32].

Plusieurs organismes peuvent s'associer pour former des unités mixtes de recherche (UMR), comme la plupart des laboratoires du CNRS ou des instituts fédératifs de recherche (IFR), comme pour l'INSERM. Enfin, certains organismes de type établissement public à caractère administratif se rattachent directement à l'activité de la recherche comme le Centre informatique national de l'enseignement supérieur (CINES) pour la mise à disposition de gros moyen de calcul. Le type société civile est aussi quelquefois utilisé pour lancer un gros projet commun comme ce fut le cas pour le Synchrotron Soleil.

#### Établissements publics à caractère scientifique, culturel et professionnel
La recherche figure parmi les missions de la plupart des établissements publics à caractère scientifique, culturel et professionnel. Ils participent à la formation de jeunes chercheurs, étudiants de deuxième et troisième cycles, par la recherche. Ces établissements comprennent les universités, les grands établissements, les écoles normales supérieures, les écoles et instituts extérieurs aux universités et les écoles françaises à l'étranger.

#### Établissements publics à caractère scientifique et technologique
Les établissements publics à caractère scientifique et technologique se consacrent exclusivement à la recherche (à la différence des EPCSCP) mais disposent en général d'une autonomie assez large. Parmi ces EPST, le CNRS, a un caractère pluridisciplinaire et généraliste. Les autres sont davantage spécialisés :
- Centre informatique national de l'enseignement supérieur (CINES) ;
- Centre national de la recherche scientifique (CNRS) ;
- Institut national d'études démographiques (INED) ;
- Institut national de recherche pour l'agriculture, l'alimentation et l'environnement (INRAE) ;
- Institut de recherche pour le développement (IRD) ;
- Institut français des sciences et technologies des transports, de l'aménagement et des réseaux (IFSTTAR) ;
- Institut national de la santé et de la recherche médicale (INSERM) ;
- Institut national de recherche en informatique et en automatique (INRIA).

#### Établissements publics à caractère industriel et commercial

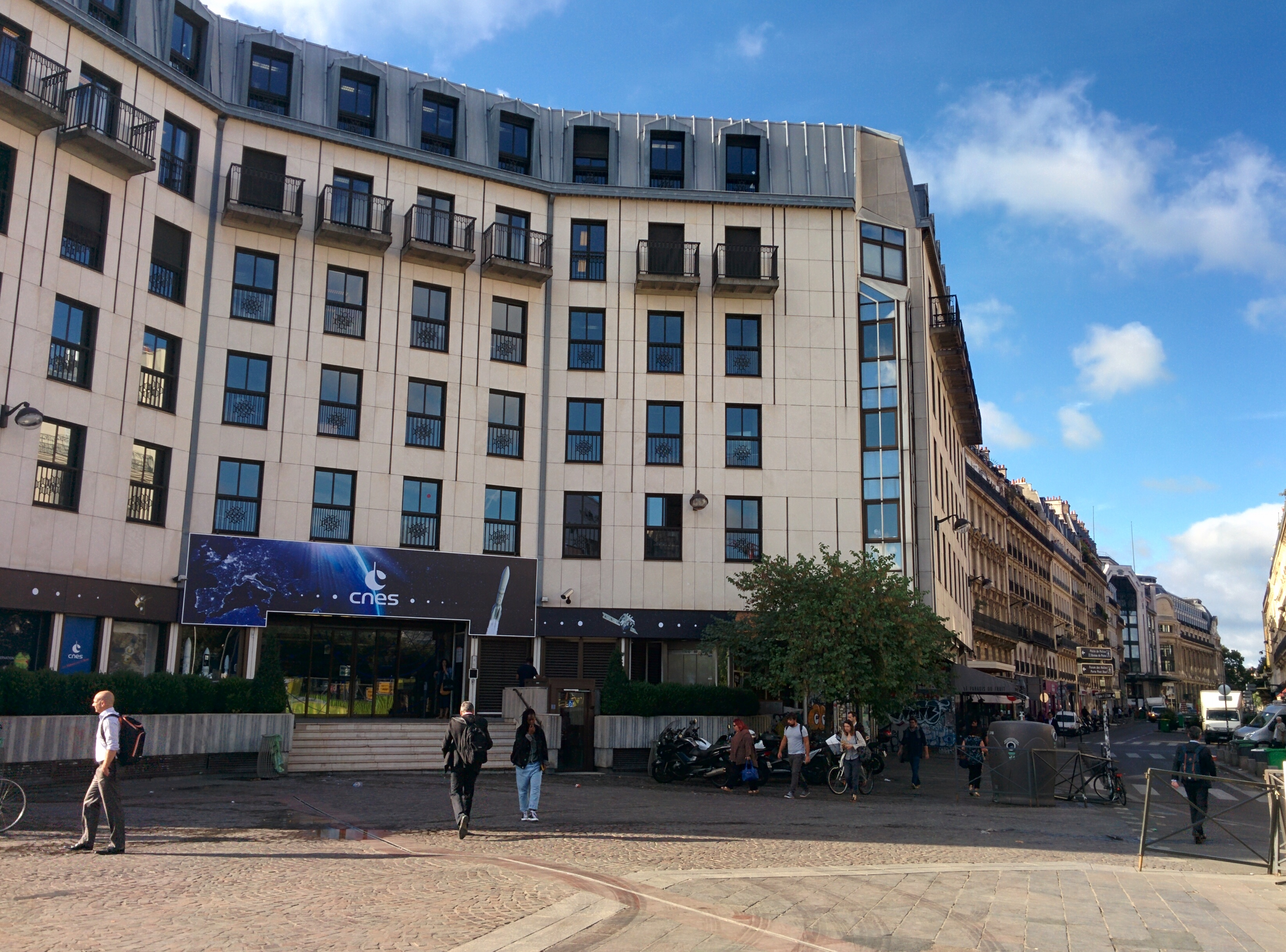
Siège du Centre national d'études spatiales, à Paris

Parmi les établissements publics à caractère industriel et commercial, on trouve :
- Agence de l'environnement et de la maîtrise de l'énergie (ADEME) ;
- Institut national de l'environnement industriel et des risques (INERIS) ;
- Bureau de recherches géologiques et minières (BRGM) ;
- Commissariat à l'énergie atomique (CEA) ;
- IFP Énergies nouvelles (IFPEN) ;
- Institut de radioprotection et de sûreté nucléaire (IRSN) ;
- Centre de coopération internationale en recherche agronomique pour le développement (CIRAD) ;
- Centre national d'études spatiales (CNES) ;
- Institut français de recherche pour l'exploitation de la mer (IFREMER) ;
- Institut polaire français Paul-Émile Victor (IPEV) ;
- Office national d'études et de recherches aérospatiales (ONERA) ;
- Centre scientifique et technique du bâtiment (CSTB).

## Revendications de la communauté de Recherche
Pendant l'année 2004, la communauté des chercheurs français s'est engagée dans une lutte socio-politique avec le gouvernement français, concernant en particulier son budget et le nombre d'emplois à durée indéterminée dans la recherche française.
Parmi d'autres moyens de pression, une de ces actions les plus spectaculaires a été la démission en masse de leurs fonctions de direction de plus de 976 directeurs d'unités de recherche et de 1110 chefs d'équipes, le 9 mars 2004, faite à la suite d'une campagne coordonnée en partie par l'internet, mais formellement décidée au terme d'une « discussion approfondie » à l'hôtel de ville de Paris.
D'après l'association « Sauvons la recherche », tous les buts « d'urgence » ont été obtenus par la suite. Un but à plus long terme, l'organisation des « États généraux de la recherche », a débuté pendant le printemps 2004. Le mouvement des chercheurs a donné lieu à la loi de programme pour la recherche, votée en 2006, qui ne satisfait toutefois pas totalement les personnes engagées dans ces mouvements de revendication.
Lors d'un entretien à France Inter en février 2021, Serge Haroche, lauréat du prix Nobel de physique 2012, met en avant le manque de financement de la recherche en France en particulier scientifique et fondamentale. Il déplore le manque d'attractivité de la carrière en France pour les chercheurs qui à Bac+10, démarrent à moins de deux fois le SMIC. La faiblesse relative de la rémunération des chercheurs statutaires français par rapport aux autres pays de en Europe et dans les pays de l'OCDE est confirmé par un note du Trésor No 219 d'avril 2018.
En contestation de la loi de programmation de la recherche (LPR) de 2020, des chercheurs font émerger des initiatives pour corriger les effets délétères des politiques de financement des laboratoires pour la Recherche française. Le collectif RogueESR, collectif d’enseignants-chercheurs et de chercheurs, né en 2017, entend « défendre un véritable service public, ouvert à toutes et tous ». Ils ambitionnent pour la recherche, la qualité, la collégialité, et l'augmentation des emplois pérennes.
En octobre 2021, quinze membres de l’Académie des sciences d'un collectif de scientifiques alertent : « Pour arrêter le déclin de la recherche française, il est urgent de réagir ». La crise liée à la pandémie de Covid-19 a mis en évidence les faiblesses de la recherche et de l’innovation, pointe.
Le lauréat du prix Nobel de physique 2022, Alain Aspect, a fait part lors de ses entretiens de son point de vue sur la recherche. Il regrette, le manque de moyens dans les laboratoires combiné au manque de postes pour les jeunes. « Ce sont des talents dont on se prive ». D'autre part il lance un appel afin que la jeunesse ait confiance en la science pour la résolution des problèmes actuels et qu'elle se tourne davantage vers elle,. La loi de programmation de la recherche a des budgets associés inférieurs à ce que « l’Académie des sciences avait estimé être le minimum pour que la recherche française puisse rester au niveau des concurrents étrangers ».

### Émissions de radio
- Olivia Gesbert Entretien avec Serge Haroche, « Pourquoi la recherche française décroche ? », sur franceculture.fr émission La grande table des idées, 26 mars 2019

- « Où en est la recherche publique en France? », sur rfi.fr émission Autour de la question, 11 mars 2019